# Distrikt Alto Inambari
Der Distrikt Alto Inambari liegt in der Provinz Sandia in der Region Puno in Südost-Peru. Der Distrikt wurde am 13. September 1994 aus Teilen des Distrikts Sandia gebildet. Der Distrikt Alto Inambari besitzt eine Fläche von 1361 km². Beim Zensus 2017 wurden 7487 Einwohner gezählt. Im Jahr 2007 lag die Einwohnerzahl bei 7537. Verwaltungssitz des Distriktes ist die 1340 m hoch gelegene Ortschaft Massiapo mit 1308 Einwohnern (Stand 2017). Massiapo befindet sich 35 km nordöstlich der Provinzhauptstadt Sandia.

## Geographische Lage
Der Distrikt Alto Inambari erstreckt sich über die Höhenkämme der peruanischen Ostkordillere nördlich der eigentlichen Cordillera Carabaya südzentral in der Provinz Sandia. Die Längsausdehnung in WNW-OSO-Richtung beträgt 57 km, die maximale Breite 35 km. Der Río Inambari durchquert den Distrikt, anfangs in nordnordöstlicher, später in westlicher Richtung. Dessen linker Nebenfluss Río Patambuco durchfließt den äußersten Westen des Distrikts in nördlicher Richtung.
Der Distrikt Alto Inambari grenzt im Süden an die Distrikte San Juan del Oro, Yanahuaya, Sandia und Patambuco, im Westen an den Distrikt Phara, im Nordwesten an den Distrikt Limbani sowie im Norden und im Osten an den Distrikt San Pedro de Putina Punco.

## Ortschaften
Im Distrikt gibt es neben dem Hauptort folgende größere Ortschaften:
- Isilluma
- Pacaysuizo (209 Einwohner)
- Palmera (340 Einwohner)
- Pampa Yanamayo (680 Einwohner)
- Quiquira (312 Einwohner)
- Santa Rosa de Yanamayo
- Yanacocha (206 Einwohner)